# Herrarnas dubbelsculler i rodd vid olympiska sommarspelen 2012
Herrarnas dubbelsculler i rodd vid olympiska sommarspelen 2012 avgjordes mellan den 28 juli och 2 augusti 2012.

## Medaljörer
| Gren          | Guld                                     | Silver                                  | Brons                         |
| Dubbelsculler | Nya Zeeland Nathan Cohen Joseph Sullivan | Italien Alessio Sartori Romano Battisti | Slovenien Luka Špik Iztok Čop |

## Resultat

### Heat

#### Heat 1
| Placering | Roddare                            | Land       | Tid     | Noteringar |
| --------- | ---------------------------------- | ---------- | ------- | ---------- |
| 1         | Eric Knittel Stephan Krüger        | Tyskland   | 6:17,74 | Q          |
| =2        | Rolandas Maščinskas Saulius Ritter | Litauen    | 6:17,78 | Q          |
| =2        | Luka Špik Iztok Čop                | Slovenien  | 6:17,78 | Q          |
| 4         | David Crawshay Scott Brennan       | Australien | 6:21,25 | R          |
| 5         | Michael Braithwaite Kevin Kowalyk  | Kanada     | 6:34,11 | R          |

#### Heat 2
| Placering | Roddare                         | Land      | Tid     | Noteringar |
| --------- | ------------------------------- | --------- | ------- | ---------- |
| 1         | Nils Jakob Hoff Kjetil Borch    | Norge     | 6:16,31 | Q          |
| 2         | Alessio Sartori Romano Battisti | Italien   | 6:18,50 | Q          |
| 3         | Julien Bahain Cédric Berrest    | Frankrike | 6:19,61 | Q          |
| 4         | Dmytro Mikhai Artem Morozov     | Ukraina   | 6:49,70 | R          |

#### Heat 3
| Placering | Roddare                      | Land           | Tid     | Noteringar |
| --------- | ---------------------------- | -------------- | ------- | ---------- |
| 1         | Nathan Cohen Joseph Sullivan | Nya Zeeland    | 6:11,30 | Q (OR)     |
| 2         | Bill Lucas Sam Townsend      | Storbritannien | 6:11,94 | Q          |
| 3         | Ariel Suárez Cristian Rosso  | Argentina      | 6:13,68 | Q          |
| 4         | Juri-Mikk Udam Geir Suursild | Estland        | 6:33,88 | R          |

### Återkval
| Placering | Roddare                           | Land       | Tid     | Noteringar |
| --------- | --------------------------------- | ---------- | ------- | ---------- |
| 1         | David Crawshay Scott Brennan      | Australien | 6,25,36 | Q          |
| 2         | Dmytro Mikhai Artem Morozov       | Ukraina    | 6:30,19 | Q          |
| 3         | Michael Braithwaite Kevin Kowalyk | Kanada     | 6:30,74 | Q          |
| 4         | Juri-Mikk Udam Geir Suursild      | Estland    | 6:38,50 |            |

### Semifinaler

#### Semifinal 1
| Placering | Rower                           | Land        | Tid     | Noteringar |
| --------- | ------------------------------- | ----------- | ------- | ---------- |
| 1         | Ariel Suárez Cristian Rosso     | Argentina   | 6:19,40 | Q          |
| 2         | Nathan Cohen Joseph Sullivan    | Nya Zeeland | 6:19,79 | Q          |
| 3         | Alessio Sartori Romano Battisti | Italien     | 6:20,68 | Q          |
| 4         | Eric Knittel Stephan Krüger     | Tyskland    | 6:22,54 |            |
| 5         | David Crawshay Scott Brennan    | Australien  | 6:23,47 |            |
| 6         | Dmytro Mikhai Artem Morozov     | Ukraina     | 6:36,52 |            |

#### Semifinal 2
| Placering | Rower                              | Land           | Tid     | Noteringar |
| --------- | ---------------------------------- | -------------- | ------- | ---------- |
| 1         | Luka Špik Iztok Čop                | Slovenien      | 6:19,97 | Q          |
| 2         | Rolandas Maščinskas Saulius Ritter | Litauen        | 6:21,62 | Q          |
| 3         | Bill Lucas Sam Townsend            | Storbritannien | 6:22,47 | Q          |
| 4         | Nils Jakob Hoff Kjetil Borch       | Norge          | 6:22,88 |            |
| 5         | Julien Bahain Cédric Berrest       | Frankrike      | 6:29,61 |            |
| 6         | Michael Braithwaite Kevin Kowalyk  | Kanada         | 6:38,94 |            |

### Finaler

#### Final B
| Placering | Roddare                           | Land       | Tid     | Noteringar |
| --------- | --------------------------------- | ---------- | ------- | ---------- |
| 1         | Nils Jakob Hoff Kjetil Borch      | Norge      | 6:20,82 |            |
| 2         | David Crawshay Scott Brennan      | Australien | 6:22,19 |            |
| 3         | Eric Knittel Stephan Krüger       | Tyskland   | 6:23,36 |            |
| 4         | Julien Bahain Cédric Berrest      | Frankrike  | 6:26,44 |            |
| 5         | Dmytro Mikhai Artem Morozov       | Ukraina    | 6:31,51 |            |
| 6         | Michael Braithwaite Kevin Kowalyk | Kanada     | 6:32,61 |            |

#### Final A
| Placering | Roddare                            | Land           | Tid     | Noteringar |
| --------- | ---------------------------------- | -------------- | ------- | ---------- |
| 1         | Nathan Cohen Joseph Sullivan       | Nya Zeeland    | 6:31,67 |            |
| 2         | Alessio Sartori Romano Battisti    | Italien        | 6:32,80 |            |
| 3         | Luka Špik Iztok Čop                | Slovenien      | 6:34,35 |            |
| 4         | Ariel Suárez Cristian Rosso        | Argentina      | 6:36,36 |            |
| 5         | Bill Lucas Sam Townsend            | Storbritannien | 6:40,54 |            |
| 6         | Rolandas Maščinskas Saulius Ritter | Litauen        | 6:42,69 |            |